# Tczew
Tczew (Duits: Dirschau) is een stad in het Poolse woiwodschap Pommeren, gelegen in de powiat Tczewski. De oppervlakte bedraagt 22,26 km², het inwonertal 60.128 (2005).

## Geschiedenis
Archeologische vondsten wijzen op een eerste nederzetting in het Neolithicum (jonge steentijd) in de delta  van de Wisła. Ook zijn er vondsten van ca. 500 v.Chr tot de vroege middeleeuwen. 
In een oorkonde uit 1198 van de Pommerse hertog Grzymislaw komt de stad als Trsow (Dersow) voor. Deze plaats werd in 1309 door de Duitse Orde veroverd en verwoest. In 1364 werd de stad herbouwd met als naam Zursau en bevolkt met kolonisten uit het noorden van Duitsland. In 1440 sloot de stad zich aan bij de Pruisische Bond, een opstand van Pruisische steden onder leiding van de Poolse koning tegen het gezag van de Orde. De Orde moest in de Tweede Vrede van Thorn geheel West-Pruisen afstaan. De West-Pruisische stadsbevolking werd na de reformatie in 1520 luthers maar in Zursau moest het stadsbestuur na een halve eeuw de contrareformatie toelaten, waardoor het Poolse karakter van de stad versterkte. 
In de oorlogen tussen Polen en Zweden werd de stad een uitvalsbasis van de Zweden en vele malen belegerd en deels verwoest. In 1772 annexeerde het koninkrijk Pruisen de provincie West-Pruisen. Dirschau was toen vervallen tot een dorp met nauwelijks 1.500 inwoners. In de omgeving hadden zich op zogeheten Holländereien (Olędrzy) Mennonieten van Nederlands-Friese afkomst gevestigd. Zij bedijkten de uiterwaarden van de Weichsel (Wisła ) en maakten ze geschikt voor landbouw. Door de komst van het Pruisische bestuur kwam er in Dirschau meer Duitse invloed. In 1807 werd het Pruisische gezag overgenomen door Franse en Poolse troepen die enkele jaren later ingezet zouden worden voor de invasie van Rusland. 
Na de bouw van een spoorbrug over de Weichsel voor de Pruisische Oostspoorweg van Berlijn naar Koningsbergen in 1888 kwam er industriële ontwikkeling op gang. In 1905 was de bevolking vertienvoudigd ten opzichte van 1772. 40% bestond uit Duitsers werkzaam in de industrie en het openbaar bestuur. 
In 1919 werd West-Pruisen en daarmee Dirschau onderdeel van de nieuwe republiek Polen. De stad heette sindsdien Tczew en werd een Poolse grensplaats met de vrije stad Danzig. De brug over de Wisła werd afgebroken om de verbinding met het Duits gebleven Oost-Pruisen te bemoeilijken. Een groot deel van de Duitse bevolking vertrok. In 1939 was nog maar een tiende van de bevolking Duits. 
Tussen 1939 en 1945 was de stad weer door Duitsland bezet. Daarna moesten alle Duitstaligen vertrekken. De stad werd een industrieel centrum en de bevolking groeide tot 60.000 inwoners.

## Verkeer en vervoer
- Station Tczew

## Geboren
- Alexander von Suchten (ca. 1520–1590), alchemist
- Johann Reinhold Forster (1729–1798), natuurwetenschappelijk ontdekkingsreiziger
- Gottfried Edelbüttel (1867–1937), generaal in de Duitse Reichswehr
- Fritz Lüdecke (1873–1931), admiraal in de Duitse Reichsmarine
- Bernhard Kamnitzer (1890–1959), senator van de vrije stad Danzig
- Alfred Eisenstaedt (1898–1995), Duits-Amerikaans fotograaf
- Alfred Salomon (1910–2006), predikant van de Bekennende Kirche
- Inferno (1978), Pools drummer
- Piotr Trochowski (1984), Duits voetballer
- Paweł Wszołek (1992), Pools voetballer

Stadsdistricten:
Gdańsk · Gdynia · Słupsk · Sopot

Districten:
Bytów · Chojnice · Człuchów · Gdańsk · Kartuzy · Kościerzyna · Kwidzyn · Lębork · Malbork · Nowy Dwór Gdański · Puck · Słupsk · Starogard · Sztum · Tczew · Wejherowo

Grootste steden:
Chojnice · Gdańsk · Gdynia · Kwidzyn · Lębork · Malbork · Rumia · Słupsk · Sopot · Starogard Gdański · Tczew · Wejherowo